# Eduardo Vega de Seoane
Eduardo Vega de Seoane Fernández-Hontoria, pintor nacido en Madrid en 1955.
Este artista del expresionismo abstracto ha alcanzado un merecido reconocimiento desde que en la década de los años 1970 descubre su verdadera vocación artística durante una estancia en Suecia, Dinamarca y Holanda, países donde reside en el año 1976, después de haber experimentado en diversos campos como Cinematografía, Fotografía o Teatro. 
De vuelta en Madrid, en el año 1977, decide iniciar estudios de Bellas Artes en la academia Arjona, estudios que
continuará de la mano de María Luisa Esteban hasta 1982, siendo becado durante dos años, para después proseguir su andadura en solitario, participando en numerosos concursos y exposiciones. Antes de independizarse artísticamente, en el verano de
1977, emprende un viaje a través de Asia recorriendo en trenes y autobuses Irán, Afganistán, Pakistán e India. Este viaje le deja una importante huella.
Lleva realizadas 34 exposiciones individuales, habiendo desarrollado un estilo muy personal caracterizado por el color y la libertad expresiva. Ha participado en prestigiosas ferias internacionales, en Zúrich, Chicago, Washington D. C., Colonia (Alemania), Gante y Róterdam.

## Adquisiciones
Tiene obra en las siguientes colecciones:
- Fundación Wellington.
- Colección Caja de Burgos.
- Colección Testimoni, La Caixa, Barcelona.
- Fundación Marcelino Botín, Santander.
- Colección BBVA, Madrid.
- Colección del Ministerio de Asuntos Exteriores.
- Colección Deustche Bank, Frankfurt.
- Fundación ONCE, Madrid.
- Colección Arte y Patrimonio, Madrid.
- Colección Unipublic.
- Colección Municipal de Arte Contemporáneo, Ayuntamiento de Madrid.
- Colección Antena 3.
- Colección Castillo de la Coracera.
- Colección Ayuntamiento de Aranjuez.
- Colección Gran Casino de Madrid.
- Colección Ayuntamiento de Gibraleón, Huelva.
- Colección Grafur.